# Natuurvolgend bosbeheer
Natuurvolgend bosbeheer in brede zin is een aanduiding voor beheerconcepten die in het bosbeheer zo veel mogelijk gebruik willen maken van de natuurlijke ontwikkelingsprocessen van het bos, primair gericht op de productie van hout en daarnaast de vervulling van andere maatschappelijke functies (natuur, beleving/recreatie). Het is een algemeen gebruikt begrip dat door sommige bronnen meer specifiek wordt ingevuld. Een verwant begrip is Pro Silva uitkapbeheer, met vrijwel gelijke uitgangspunten. Daarnaast wordt het begrip natuurgericht bosbeheer gebruikt, dat primair gericht is op verhoging van de natuurwaarde in het bos. Als laatste verwante term kent men het begrip geïntegreerd bosbeheer; dit neemt een middenpositie in en is gericht op het samengaan van houtproductie, natuurwaarde en beleving/recreatie. Gezamenlijk kenmerk van deze vier benaderingen is dat ze afstand nemen van het traditionele vlaktegewijze bosbeheer dat tot ver in de twintigste eeuw gangbaar was in Nederland.

## Introductie
Natuurvolgend bosbeheer wordt in Duitsland vanaf 1950 gepropageerd door de Arbeitsgemeinschaft Naturgemässe Waldwirtschaft, waarbij de productie van hout voorop stond. Door ecologische en economische principes te combineren wilde men een optimale manier van bosbeheer bereiken. De ervaring die hiermee is opgedaan speelde ook een rol bij de latere ontwikkeling van de Pro Silva benadering in Europa. In 1989 werd de organisatie Pro Silva Europa opgericht, waarbij meer dan 25 landen zijn aangesloten.  Pro Silva Nederland werd opgericht in 1990. Net als bij Naturgemässe Waldwirtschaft gaat de Pro Silva benadering ook uit van bosbeheer dat gebaseerd is op natuurlijke processen, maar de natuurfunctie neemt hierbij een meer prominente plaats in, vooral in Nederland. In Nederland wordt daarnaast een specifieke, vooral financieel gestuurde benadering van natuurvolgend bosbeheer gepropageerd door de Stichting Natuurvolgend Bosbeheer.
Natuurgericht bosbeheer kwam in Nederland als nieuwe term in zwang na de grote stormen in de jaren 1970 en de daarop volgende discussies over het traditionele vlaktegewijze bosbeheer. De Werkgroep Kritisch Bosbeheer en anderen pleitten destijds voor een natuurlijker beheer van de bossen, waarbij houtproductie een ondergeschikte rol speelt. De discussies hebben geleid tot veranderingen in het bosbeheer, waarbij meer expliciet de natuurfunctie voorop stond. Een voorbeeld daarvan is het beheerconcept geïntegreerd bosbeheer.
Geïntegreerd bosbeheer streeft naar integratie van de functies houtproductie en natuurbeheer in hetzelfde stuk bos, met een voorkeur voor spontane processen. Recreatie, al dan niet natuurgericht, kan hiermee gecombineerd worden. Dit moet leiden tot bossen met specifieke natuurlijke kenmerken, zoals een substantieel aandeel dood hout, een vrij open bosstructuur en gemengd bos met ten minste een deel inheemse boomsoorten.
Wat de genoemde benaderingen gemeenschappelijk hebben is dat zij streven naar integratie van de duurzame productie van hout met het duurzaam voortbestaan van het boskarakter en het bosklimaat in het bos op zo klein mogelijke schaal. Geïntegreerd bosbeheer en Pro Silva uitkapbeheer kiezen beide expliciet voor de verweving en integratie van houtproductie en natuurbeheer. Natuurgericht bosbeheer is vooral gericht op de natuurfunctie.

## Doelstellingen van het beheer
Naturgemässe Waldwirtschaft is erop gericht het bos als ecosysteem gezond te houden en zo te beheren, dat het zijn diverse functies blijvend goed kan vervullen. De productie van hout staat daarbij voorop. De natuurlijke groeikrachten van het bos staan ten dienste van het bedrijfsresultaat. Dit probeert men te bereiken door consequent voorraadbeheer en toepassing van uitkapbeheer, gericht op ongelijkvormige en na verloop van tijd ook ongelijkjarige gemengde bossen die afgestemd zijn op de groeiplaats.
Pro Silva bosbeheer is een natuurvolgend beheer van bos gericht op de teelt van kwaliteitshout binnen een gemengd, kleinschalig, ongelijkvormig en ongelijkjarig bosecosysteem. Pro Silva streeft naar goed functionerende, flexibele, weerbare bosecosystemen met continue houtoogstmogelijkheden, met aandacht voor de bodem als basis van de ecosysteemproductiviteit en met respect voor de natuurwaarde.  Pro Silva hanteert uitkapbeheer als uitgangspunt, waarbij de waarde van de individuele boom bij elke beslissing centraal staat, met respect voor de kernwaarden van het bos. Het gaat niet alleen om de financiële waarde, maar ook om de natuur- en belevingswaarde en de ecologische relaties in het bos. Het bos als geheel, inclusief de bosbodem, wordt gezien als productiemiddel waarmee zo verstandig mogelijk moet worden omgesprongen. Met betrekking tot de oogst van bomen zijn doeldiameters een belangrijk uitgangspunt. De doeldiameter is de diameter die het optimale kapmoment voor een boom aangeeft, op basis van de financiële doelstelling.
Natuurvolgend bosbeheer in engere zin, volgens de gelijknamige stichting, is beheer van bos waar zo min mogelijk wordt ingegrepen en waar de natuurlijke processen zo veel mogelijk hun gang kunnen gaan. Wel kunnen af en toe verspreid bomen geoogst worden tegen minimale kosten. Eventuele ingrepen moeten weloverwogen, rendabel en uitvoerbaar zijn. Het bos wordt hierdoor natuurlijker en heeft een hogere biodiversiteit. Het bos wordt ook mooier en vormt een permanente opslag van koolstof.

## Uitvoering van beheer

### Pro Silva beheer
Pro Silva bosbeheer gaat primair uit van kleinschalig en geleidelijk ingrijpen in het bos. Groepenkap en uitkap worden het meest toegepast. Verjonging vindt spontaan plaats als gevolg van deze kleinschalige oogstmethoden.  Bij uitzondering  kan plaatselijk de bodem worden voorbereid om een goed zaaibed te creëren of kan er worden aangeplant. Het beheer is gericht op de kap van doeldiameters. Tijdens de dunning kunnen toekomstbomen worden vrijgesteld. Door deze aanpak ontstaat vanzelf meer variatie in de bosstructuur. Bij oogst en dunning wordt schade aan bodem en opstand zo veel mogelijk voorkomen. Door achterlaten van tak- en tophout blijft de bodemvruchtbaarheid in stand. Voor het behoud van natuurwaarden wordt ruimte gelaten aan dood hout en oude bomen. Ook is er aandacht voor het instellen van beschermde gebieden en bosreservaten en de bescherming van bijzondere biotopen. Met het oog op recreatie en natuurbeleving is het beheer ook gericht op een afwisselende bosstructuur, met aandacht voor markante bomen en andere objecten.

### Natuurvolgend bosbeheer in engere zin
Natuurvolgend bosbeheer volgens de gelijknamige stichting gaat ervan uit dat je niets moet doen wat niet strikt noodzakelijk is. “Laat de natuur het werk doen.” Beheeringrepen moeten een zinnig doel dienen en aantoonbaar rendabel zijn. Geleidelijk oogsten van dikke bomen levert geld op en is de belangrijkste ingreep in natuurvolgend bosbeheer. Hierdoor wordt het kronendak na verloop van tijd lichter, waardoor goede condities ontstaan voor de spontane vestiging van jonge bomen. Een boom kan geoogst worden als hij een andere boom met betere groeipotentie hindert (“dunning”). Een boom die andere bomen niet hindert kan gekapt worden als hij per jaar procentueel minder bijgroeit dan de rente die je op een andere investering kan krijgen (“eindkap”). Dit laatste is een financieel criterium. Beide vormen van oogst worden beschouwd als uitkap. Een deel van de bomen wordt niet geoogst om de natuurwaarde van het bos in stand te houden of te verbeteren.

## De rol van wild in het beheer
In het Nederlandse bos komt in diverse regio’s veel grofwild voor. Edelhert en ree kunnen door vraat-, schil- en veeggedrag schade aan zaailingen en jonge bomen toebrengen. Wilde zwijnen zijn door hun graafgedrag schadelijk voor natuurlijke verjonging en jonge aanplant. Een hoge wildstand heeft dus een nadelig effect op de bosverjonging. De verjonging van loofhout heeft het sterkst te lijden van vraat. Jong naaldhout heeft meer te lijden van schil- en veegschade. Dit laatste lijkt minder ernstig omdat de schade aan de bast overgroeid raakt, waarna nog een redelijke stamkwaliteit bereikt kan worden.
De beheerder kan wel maatregelen nemen tegen wildschade. Voor het beschermen van verjonging kan een raster met stroomdraden en zonnepaneel geplaatst worden. Dit brengt flinke extra kosten met zich mee voor aanschaf, plaatsing en onderhoud. Daardoor is het alleen bij grootschalige verjonging efficiënt toe te passen. Dit is strijdig met de uitgangspunten van Pro Silva en andere vormen van natuurvolgend bosbeheer. Ook de toepassing van boomkokers is geen aantrekkelijke optie. Andere mogelijke vormen van wildbeheer zijn (tijdelijk) verhoogd afschot of (plaatselijk) verlagen van de wildstand door verstoring.
Een te hoge wildstand past niet binnen het bosbeheerconcept van Pro Silva, omdat dit streeft naar verhoging van het aandeel inheemse boomsoorten, kleinschalig werken en vermijden van investeringen met een onzeker rendement.

## De rol van exoten in het beheer
Binnen natuurvolgend bosbeheer is het omgaan met exoten (uitheemse boomsoorten) een belangrijk aandachtspunt. Voorbeelden van boomsoorten die als exoten worden beschouwd zijn Amerikaanse eik, Amerikaanse vogelkers, Japanse lariks, douglasspar, fijnspar en Europese lariks. Het streven naar meer natuurlijke, gevarieerde bossen die rijk zijn aan soorten kan lastig te realiseren zijn  met exoten in het bos. Dat blijkt bij de omvorming van monoculturen (aangelegde bossen met slechts een boomsoort) naar gevarieerde bossen. Vanaf de jaren 1980 was het idee dat dit mogelijk was door eenmalig flinke groepen bomen te kappen en vervolgens de natuur haar gang te laten gaan. Door natuurlijke verjonging in de open plekken zou dan vanzelf meer diversiteit ontstaan in bosstructuur en soortensamenstelling. Maar dat lukt in de praktijk niet zonder regelmatig in te grijpen in de bosontwikkeling.
In douglasbossen ontstaat op opengekapte plekken wel natuurlijke verjonging door lichtbehoevende boomsoorten als ruwe berk en Japanse lariks. Ook grove den en douglasspar verjongen zich wel, maar worden al snel voorbijgestreefd door de snelgroeiende berk en lariks. Toch blijkt na twintig jaar dat de schaduwverdragende douglasspar de concurrentiestrijd goed kan volhouden en uiteindelijk de lichtbehoevende soorten op de langere termijn weer verdringt, omdat hij ouder en hoger wordt dan zijn concurrenten. Dan blijkt dat alsnog beheermaatregelen nodig zijn om een gevarieerd bos te krijgen en te behouden.
Hoe om te gaan met exoten is ook een aandachtspunt binnen natuurvolgend bosbeheer als het gaat om het meer klimaatbestendig maken van bossen. Het streven naar gemengde, ongelijkjarige bossen met een gezonde bosbodem draagt bij aan het verhogen van de weerbaarheid van bossen tegen droogte, ziekten en plagen. Maar als het aandeel uitheemse boomsoorten groot is gaat dit ten koste van de natuurwaarde. Toch wordt hier genuanceerd naar gekeken, omdat sommige uitheemse soorten meer droogteresistent zijn en dus het bos meer klimaatbestendig maken. Pro Silva streeft van oudsher naar een fors aandeel inheemse boomsoorten in het bos, maar ziet ook een rol voor uitheemse soorten met het oog op klimaatverandering. Vooral wanneer deze soorten zich natuurlijk verjongen en helpen om de weerbaarheid van bossen te vergroten.
Een uitheemse soort die onder voorwaarden bruikbaar kan zijn in het beheer, is de Amerikaanse vogelkers. Deze is zeer droogtetolerant en zorgt door zijn snel verterend strooisel voor een gezonde bosbodem. Ook draagt hij meer bij aan de biodiversiteit dan eerder werd gedacht. Onbeheerd kan deze soort erg dominant worden, maar door het beheer aan te passen aan de ecologie van de soort kan wel gebruik gemaakt worden van zijn positieve eigenschappen. In een gevarieerd bos met voldoende schaduw en een kleinschalig kapsysteem gaat de soort niet snel domineren. Grootschalige bestrijding is dan niet nodig en past ook niet binnen het natuurvolgend bosbeheer zoals dat wordt nagestreefd door Pro Silva.

## Resultaten van beheer
Met name Pro Silva bosbeheer is in Nederland goed gedocumenteerd. De toepassing van dit beheer heeft er in de praktijk toe geleid dat hier enige decennia vrijwel geen grootschalige eindkap en actieve verjonging van bos meer is toegepast. Door het gebruik van natuurlijke verjonging, groepsgewijze kap of uitkap en het streven naar meer menging, structuur en een hoger aandeel inheemse soorten is de biodiversiteit in bossen toegenomen en zijn meer voor natuurbos kenmerkende niches ontwikkeld.
Meer in detail zijn de effecten van Pro Silva beheer als volgt:
- Economisch wordt het bos beter benut. Bomen worden pas gekapt bij de optimale diameter (houtkwaliteit) of als ze de ontwikkeling van toekomstbomen in de weg staan. Investeringen in verjonging blijven beperkt (waar mogelijk wordt gebruik gemaakt van spontane verjonging).
- Er ontstaat continuïteit in het beheer door stelselmatig pas te oogsten bij de doeldiameter, waardoor de natuurlijke diameterspreiding in stand blijft. Bij lagere kwaliteit wordt eerder geoogst waardoor ruimte komt voor verjonging. In jonger bos wordt economisch optimaal gedund.
- Door kleinschalig werken in verschillende opstanden en door deels oude bomen te behouden ontstaat een divers en afwisselend bos dat ook esthetisch aantrekkelijk is.
- Er is flexibiliteit voor de beheerder in de keuze welke doeldiameters waar en wanneer worden gekapt. Hiermee kan ook gekozen worden welke ruimte wordt geboden aan lichtbehoevende en schaduwverdragende soorten.
- Bos en bosklimaat blijven intact, als levensruimte voor de daaraan gekoppelde soorten. Door een deel van de bomen niet te oogsten en dood hout in het bos te laten neemt de natuurwaarde toe. Het mycorrhizanetwerk tussen schimmels en bomen blijft bestaan en er is weinig uitspoeling van mineralen. Het bos heeft meer weestand tegen extreme omstandigheden (droogte, hitte).
- Er bestaat minder risico dat door calamiteiten (ziekten, plagen, storm, brand) grote stukken bos sterven. Dit biedt veel kansen om in bestaand bos kleinschalig nieuwe soorten in te brengen en menging van soorten en leeftijden te bevorderen, waardoor de weerbaarheid van het bos toeneemt.
- Kleinschalig werken in gemengde en structuurrijke bossen maakt de uitvoering van bosexploitatie (kap) complexer.
- De beheerder wordt in de praktijk geconfronteerd met steeds complexer bos. Dit vraagt meer vakkennis en terreinkennis op boomniveau en op bosbedrijfsniveau.

## Voorbeelden van Pro Silva beheer
- Kroondomein

Kroondomein Het Loo bestaat uit een zone met uitsluitend inheemse boomsoorten en een zone met een menging van inheemse en uitheemse boomsoorten. In beide zones wordt in principe alleen spontane verjonging toegepast. In het Kroondomein wordt al sinds de jaren 1990 volgens het uitkapprincipe van Pro Silva gewerkt. Dit leidt tot bos met een goede structuur waaruit regelmatig dikke bomen kunnen worden geoogst. Hiervoor zijn weinig investeringen nodig en het bosklimaat blijft intact.
- Emmerdennen

Het bosgebied van de Emmerdennen bevat een grote verscheidenheid aan loof- en naaldboomsoorten, waaronder de zilverspar. Het bos is ontstaan als stuifzandbebossing, maar heeft zich zeer goed ontwikkeld door de aanwezigheid van rode keileem dicht onder de oppervlakte. De gemengde opstanden zijn in de jaren 1930 aangelegd door de houtvesters Jansen en Blokhuis, met als ideaalbeeld een plenterbos naar Duits voorbeeld voor ogen.
- Middachten

De Middachter bossen bestaan uit drie deelgebieden: 1. Een heideontginningsbos uit 1840 dat grotendeels is aangelegd als eikenhakhout. 2. Een bos dat eind 19e eeuw is ontstaan door aanplant van grove den op heide. 3. Het oude landgoedbos ten zuiden van de spoorlijn Arnhem-Dieren, met oude eiken en beuken. In deze bossen is door de beheerder, Graf zu Ortenburg, minstens sinds 1970 natuurvolgend bosbeheer toegepast voor het telen van kwaliteitshout en het creëren van mooi bos. Hierbij maakte hij gebruik van de kennis en ervaring van de Arbeitsgemeinschaft Naturgemässe Waldwirtschaft.